# Nederlandse volleybalploeg (mannen)

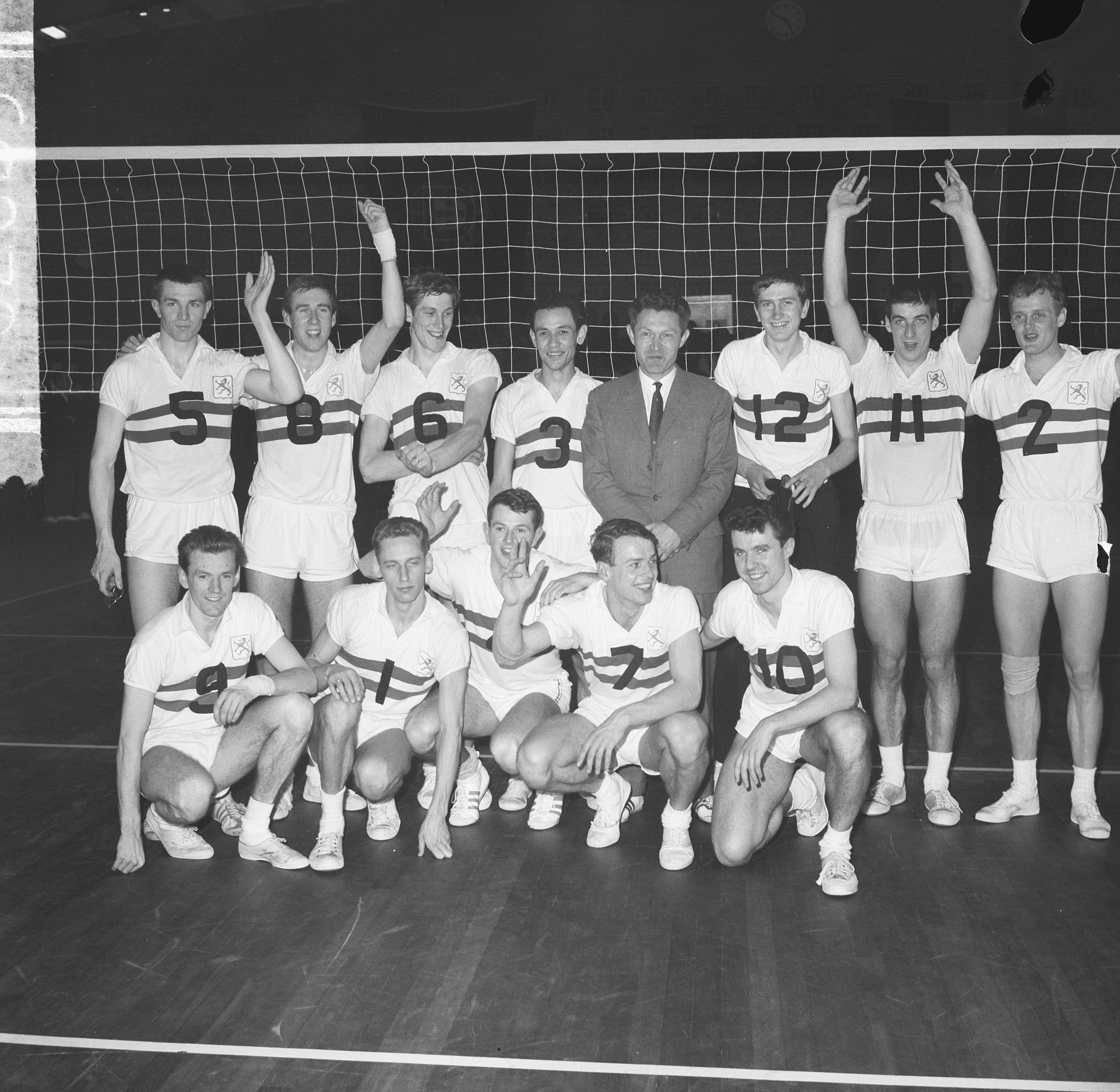
De Nederlandse volleybalploeg in 1964 na het winnen van het West-Europees kampioenschap

Het Nederlandse herenvolleybalteam is het vertegenwoordigende team van Nederland op internationaal volleybalniveau. Het team staat onder auspiciën van de Nevobo, en wordt net als veel nationale teams vaak aangeduid als "Oranje" of als de "Lange Mannen". Het won eenmaal goud op de Olympische Spelen, eenmaal het Europees kampioenschap, eenmaal de World League en tweemaal de Europe League.

## Geschiedenis

#### 1948
Het eerste Nederlandse volleybalteam kwam in 1948 in actie op de West-Europese Kampioenschappen in Rome (24-26 september), met onder andere Cees van Zweeden als speler. Nederland werd 6e en laatste.

#### 1985
In 1985 begon coach Arie Selinger aan een ambitieus programma met het nationale herenteam. Mede daardoor verbeterden de prestaties van de Nederlandse mannen en ging men tot de wereldtop behoren. Onder zijn leiding werden indrukwekkende successen behaald in de vorm van tweede plaatsen op de Olympische Spelen van 1992 en de Wereld- en Europese Kampioenschappen in de jaren daarna.

#### 1995: stichting Top Volleybal Nederland
Gedurende deze periode besloot de Nederlandse Volleybalbond een aparte stichting in het leven te roepen voor de nationale teams en de jeugdteams. De stichting Top Volleybal Nederland werd in 1995 opgericht om samen met de Nederlandse Volleybalbond de ideale omstandigheden voor de nationale teams te creëren, zodat zij optimaal kunnen meedraaien aan de wereldtop.
Joop Alberda bouwde dit succes uit met behulp van succesvolle internationals als Ron Zwerver, Peter Blangé en Henk-Jan Held. Ook haalde hij nieuwe talenten als Bas van de Goor, Guido Görtzen en Olof van der Meulen bij het nationale team.

#### 1996: olympisch kampioen
De kroon op al het werk werd gezet in het jaar 1996. Het eerste internationale succes werd geboekt in juni dat jaar, gevolgd door de winst in de World Leaguefinales in Rotterdam. Op 4 augustus werd olympisch goud behaald in Atlanta in een wedstrijd tegen Italië. In vijf sets werd de grote concurrent verslagen. De gouden wedstrijd werd later verkozen tot sportmoment van de eeuw.
Na Atlanta wilde Nederland de hoge positie in de wereldtop handhaven. Een maand na de Olympische Spelen presenteerde de stichting Top Volleybal Nederland een plan waarin een toekomstige succesvisie werd gegarandeerd. In het plan "de weg naar Sydney" genoemd speelde de opleiding van jong talent een zeer belangrijke rol.

#### 1997: Europees kampioen
Het Nederlandse team, op dat moment een mix van ervaren en een aantal jonge spelers, startte goed en kwalificeerde zich makkelijk voor het wereldkampioenschap van 1998. In september vond het Europees kampioenschap plaats. In de eerste ronden versloegen de mannen hun vijf tegenstanders met 3-0. Zelfs in de halve finale tegen topper Italië gaf het herenteam geen set weg. In de finale won Joegoslavië een set van de Nederlanders, maar dat was niet genoeg om het Nederlandse team ervan te weerhouden om voor het eerst in de geschiedenis Europees kampioen te worden!

#### 1998: een stap terug
In 1998 begon het seizoen goed met een derde plaats in de World League finales, maar na dit evenement volgde een aantal teleurstellingen. Het team verloor de Europese kwalificatiewedstrijden en bij het wereldkampioenschap behaalden zij een teleurstellende zesde plaats.

#### 1999
Ook 1999 begon niet zo goed. Met de laatste plaats in de poule gingen de finales van de World League in Argentinië aan oranje voorbij. Gelukkig kwalificeerde het team zich wel voor het Europese kampioenschap, waar de mannen een vijfde plaats behaalden. Met de terugkeer van Peter Blangé hoopten de spelers en coach Toon Gerbrands op betere resultaten en kwalificatie voor de Olympische Spelen.

#### 2000: het jaar van de waarheid
Het jaar 2000 werd het "jaar van de waarheid"; het team moest zich kwalificeren voor de Olympische Spelen in Sydney. In Katowice (Polen) hadden ze de eerste kans, maar oranje had geen geluk. In juli vond de World League plaats in Rotterdam, maar zelfs alle aanmoedigingen van het supporterslegioen konden niet voorkomen dat de 'lange mannen' op een vijfde plaats eindigden. Toch lieten overwinningen op Italië en Amerika zien dat er nog wel degelijk toekomst was voor het Nederlandse team.
Om zich alsnog te kwalificeren voor de Spelen moest het team alle kwalificatiewedstrijden in Frankrijk winnen. Door het Franse team in een zenuwslopend spannende wedstrijd te verslaan liet het Nederlandse team zien dat ze nog steeds tot de wereldtop behoorden.
In Sydney versloeg het Joegoslavische team, dat later goud won, oranje in de kwartfinales, waardoor de oranje mannen met een verdienstelijke vijfde plaats naar huis gingen.

#### 2001: ingrijpend verjongd
In 2001 werd het team ingrijpend vernieuwd. Voormalig oranje damescoach Bert Goedkoop werd aangewezen als nieuwe hoofdcoach. Het was opvallend dat Goedkoop het internationale seizoen begon met een aantal jonge spelers, waarvan een aantal zelfs geen ervaring had in het spelen op topniveau in Nederland.
Met dit extreem jonge team kwalificeerde Nederland zich voor de World League Finals in Katowice (Polen) waar het uiteindelijk op een zevende plaats eindigde. Weinig mensen verwachtten vooraf dat het team nog zo goed zou presteren. Zelfs de pers was verbaasd dat het verjongde oranje zich kwalificeerde voor de Finals.
In augustus speelde het team kwalificatiewedstrijden voor het wereldkampioenschap in Nederland. De jonge mannen wonnen alle drie de wedstrijden en zouden dus aanwezig zijn tijdens het WK 2002 in Argentinië
Het Europese kampioenschap in Tsjechië was minder succesvol dan verwacht. De missie was om te eindigen bij de laatste zes, maar hoewel het team mooi volleybal speelde, eindigde het slechts op een achtste plaats.

#### 2002: Van der Meulen keert terug
In 2002, tijdens de eerste kwalificatierondes voor het Europese kampioenschap 2003, speelde oranje tegen de nationale teams van Macedonië, Spanje en Slovenië. Voor dit belangrijke toernooi bracht Bert Goedkoop oud-international Olof van der Meulen (in 1996 deel uitmakend van het "gouden" team) terug in het team. Nederland eindigde op een tweede plaats, achter Spanje.
De Nederlanders speelden vervolgens tegen Cuba, Duitsland en Rusland in de World League en plaatsten zich voor de finales in Brazilië, waar de mannen zevende werden.
Ondanks een goede voorbereiding en goed volleybal konden de Nederlandse mannen hun doel tijdens het wereldkampioenschap in Argentinië dat jaar niet waarmaken. Ze gingen naar huis met een negende plaats.

#### 2003: herstructurering
Het jaar 2003 begon onrustig voor de Nederlandse mannen, aangezien het faillissement over de stichting Top Volleybal Nederland werd uitgesproken. Om de programma's van de Nederlandse teams toch door te kunnen laten gaan, sloegen de technische staf, de Nederlandse Volleybalbond en het NOC*NSF de handen ineen. Als gevolg hiervan ontstond de nieuwe topvolleybal stichting Pro-Volley. Hans Hein werd aangetrokken als algemeen directeur en zal zorg dragen voor het opzetten en inrichten van de nieuwe stichting. Daarnaast werd Toon van der Burgt aangesteld voor het technische beleid.
Het seizoen 2003 startte met een aantal oefeninterlands tegen Brazilië en België. Gedurende het EK Kwalificatietoernooi in Macedonië werd de plaatsing voor het EK, later in het seizoen, veilig gesteld. In de World Volleyball League behaalde het team van coach Bert Goedkoop plaats 10. In de voorronden bleken met name Servië & Montenegro en Bulgarije te sterk voor de lange mannen.
In Polen werd vervolgens een eerste plaats behaald op het Wagner Memorial 4-Landentoernooi. Gedurende het EK in Duitsland werd Richard Schuil uitgeroepen als topscorer en eindigde Nederland uiteindelijk als zesde door verlies van Polen in de wedstrijd om plaats 5 en 6.
Aan het einde van dat jaar speelde het Nederlandse team, in aanloop naar het Europees Olympische Kwalificatietoernooi, nog een aantal oefeninterlands tegen Rusland. Rondom de jaarwisseling stonden de teams onder grote publieke belangstelling viermaal tegenover elkaar. Rusland won alle wedstrijden, een voorbode voor het Olympisch Kwalificatietoernooi dat kort daarop volgde in Leipzig, Duitsland.

#### 2004
Nederland werd tijdens het Olympisch Kwalificatietoernooi in Leipzig ingedeeld in een poule met Finland, Spanje en Frankrijk. Geen enkele set ging verloren, waardoor Nederland probleemloos de halve finale tegen Duitsland bereikte. Ook Duitsland werd met 3-0 verslagen, echter Rusland ging er in de finale met het ticket voor de Olympische Spelen vandoor. De Russen waren tijdens dit toernooi een klasse apart. Nederland kreeg nog een laatste kwalificatiemogelijkheid voor Athene eind mei 2004. Kameroen, Cuba, Spanje en Nederland bonden de strijd aan om de laatste startbewijzen voor het belangrijkste sportieve evenement van de wereld te bemachtigen. Oranje won wederom al haar wedstrijden en verloor slechts een set, tegen Cuba. Kwalificatie voor Athene 2004 was een feit!
Maar eerst was daar de eerste editie van de European League, van 1 juni t/m 7 juli 2004. In de voorronde stond Nederland tegenover Slowakije, Finland en Duitsland. Bij de openingswedstrijd tegen Duitsland moest de ploeg van bondscoach Bert Goedkoop een set afstaan (22-25, 22-25, 25-23, 17-25). Ook het tweede duel in en tegen Duitsland was met 3-1 voor Nederland. Tegen Slowakije stelde Goedkoop zijn B-selectie op, dat in vijf sets te sterk was voor de Oost-Europeanen (16-25, 19-25, 25-21, 25-20, 8-15). In Bratislava versloeg Oranje Slowakije de tweede keer met 3-2.
In de Brabanthallen 's-Hertogenbosch te 's-Hertogenbosch verloor Nederland met 2-3 van Finland, maar het tweede treffen ging met 3-0 naar Oranje. In het Finse Salo verloor Nederland weer met 3-2, maar de tweede doorgang was voor de mannen van Goedkoop; 3-1.
De returnwedstrijden van Slowakije in Nederland eindigden twee keer in 3-2 winst. Duitsland wachtte vervolgens in Eindhoven, waar Oranje niet verzaakte; 3-1 en 3-2. Een plaats in de finaleronde in Tsjechië was bereikt. Het gastland, Rusland en Duitsland waren de andere finalisten. In de halve finale tegen Tsjechië verloor Oranje met 3-0, waardoor er om het brons moest worden gestreden tegen Duitsland. Duitsland won nipt met 29-31. Nederland vocht zich terug in de wedstrijd en met de setstanden 25-18, 25-19 en 25-23 was de bronzen medaille binnen.
Het Nederlands team reisde naar Polen voor vijf vriendschappelijke wedstrijden tegen Australië (2x), Tunesië, Rusland en Polen. Een wedstrijd tegen Australië werd verloren, de rest was voor Nederland.
Vervolgens kwam Argentinië naar Nederland ter voorbereiding op de Olympische Spelen 2004. De teams bleken goed aan elkaar gewaagd: Argentinië won de eerste wedstrijd met 3-2, maar Oranje pakte met dezelfde cijfers de twee volgende oefenduels.
Athene 2004 begon voor Nederland op 15 augustus. Rusland was de eerste opponent, gedoodverfd favoriet voor de titel. Een wedstrijd van zeer hoog niveau volgde en tot ieders verrassing wonnen de mannen van Oranje met 3-2 (25-23, 19-25, 17-25, 27-25, 18-16). Een ongelooflijk begin!
Twee dagen later stond het team tegenover de Verenigde Staten en verraste wederom, alleen ditmaal minder positief. De V.S. won met 3-0, een grote teleurstelling voor Goedkoop en zijn spelers. Brazilië was de derde tegenstander. Nederland veroverde de tweede set, maar de latere olympisch kampioen was simpelweg sterker: 1-3 (22-25, 26-24, 21-25, 19-25). Vervolgens stond Italië op het programma. Oranje speelde niet op zijn best en daarvan wist Italië te profiteren door niet een set af te staan (19-25, 21-25, 20-25). Een plek in de finaleronde was niet meer haalbaar, iets waar het team vurig op hoopte na het goede begin tegen Rusland. De laatste poulewedstrijd ging nergens meer om, maar Nederland wilde haar eer hoog houden. Australië gaf nog goed tegenstand in de eerste set (25-22), maar in de tweede en derde doorgang deed Oranje haar sportieve plicht: 25-17 en 25-16. Oranje eindigde op een gedeelde 9e/10e plaats, samen met Frankrijk.

#### 2005
Vlak na de Olympische Spelen ging de topvolleybalstichting Pro-Volley failliet. Na zorgvuldig wikken en wegen besloot de Nederlandse Volleybalbond een nieuwe trainer/coach voor het nationaal mannenteam te zoeken. Voormalig bondscoach van de mannen, Harry Brokking, werd ingehuurd tot en met de Olympische Spelen van Beijing in 2008.
Ter voorbereiding op het EK 2005 in september en het WK Kwalificatietoernooi eind juli speelde het Nederlands team een serie van vriendschappelijke wedstrijden tegen Canada. Daarna reisde het team door naar de V.S., voor een aantal oefeninterlands tegen het gastland, gevolgd door een internationaal toernooi tegen wederom de V.S., China en Australië. De Nederlanders schreven het toernooi op hun naam.
In juli ontving Oranje Portugal en Duitsland voor een serie oefeninterlands in eigen land. Tegen Portugal stelde het team wat teleur; de eerste wedstrijd was met 3-2 nog voor Oranje, maar het tweede en derde treffen ging met resp. 0-3 en 1-3 naar Portugal. Nederland won een week later wel weer tweemaal van Duitsland, 3-1 en 3-2.
Van 28 t/m 31 juli streden de mannen voor een startbewijs voor het WK van 2006 in Japan. In het Franse le Cannet verloor het team de openingswedstrijd van Tsjechië met 3-0 (25-18, 25-20, 25-18). Het tweede duel tegen de Finse nationale ploeg ging de Nederlanders een stuk beter af: 3-0 voor Oranje (25-18, 27-25 en 25-22). Nederland bleef in de race, maar dan moest er wel gewonnen worden van het gastland. Dat lukte helaas niet, de eerste set ging na een spannende ontknoping naar Nederland (28-30), maar daarna moest Oranje toch haar meerdere erkennen in Frankrijk (25-21, 25-18 en 25-15).
Voor de ploeg van bondscoach Harry Brokking restte de zware opgave om bij een vierkamp in Bulgarije, van 19 t/m 21 augustus, als eerste te eindigen. Alleen voor de winnaar van dit toernooi met het gastland, Nederland, Portugal en Oekraïne of Spanje is het allerlaatste WK-ticket beschikbaar. Nederland verloor alle duels en zag dus het WK van 2006 aan haar neus voorbijgaan.

#### 2006
Op 8 mei 2006 begon een nieuwe periode voor het Nederlands Mannenteam. Peter Blangé werd aangesteld als bondscoach en kreeg naast zich Ron Zwerver, Erik Gras, Redbad Strikwerda en Arnold van Ree als assistenten. Sinds het aanstellen van Joop Alberda als technisch directeur in maart begon er een nieuwe, frisse wind door het team te waaien en dat vertaalde zich meteen in een grotere publieke belangstelling. Begin juni speelden "De Lange Mannen" in Rotterdam hun eerste van twee kwalificatietoernooien voor het E.K. 2007. In een prachtige ambiance in het volle Topsportcentrum werden alle drie de duels overtuigend gewonnen. Een week later won Oranje wederom alle duels, waardoor plaatsing voor het E.K. 2007 een feit was.
Krap twee maanden later, eind juli, was Oranje alweer te bewonderen in Rotterdam. In een snikhete hal midden in de zomervakantie, wisten toch vele supporters de weg naar de hal te vinden om Nederland aan te moedigen in de strijd om de European League. Het team van Blangé presteerde het om alle duels in deze Europese landencompetitie winnend af te sluiten en won daarmee de European League 2006. Dit werd door het NOC*NSF bovendien beloond met het terugkrijgen van de A-status!
Dat het Nederlands Mannen Volleybalteam weer enorm in de lift zat, was bijvoorbeeld ook te merken aan de uitnodiging van de Russische volleybalbond. Grootmacht Rusland wilde zich namelijk goed voorbereiden op het W.K. in Japan later dat jaar en zag in Nederland een sterke en waardevolle tegenstander.

### Nederlandse internationals
Peter Blangé is recordinternational bij de mannen. Hij speelde in de periode 1984-2000 maar liefst 500 keer voor Nederland. 

## Toernooihistorie
| Jaar | Europees kampioenschap | Olympische spelen | Wereldkampioenschap | VNL  | Overig             |
| 1948 | 6e                     |                   |                     |      |                    |
| 1949 |                        |                   | 10e                 |      |                    |
| 1950 | -                      |                   |                     |      |                    |
| 1951 | 9e                     |                   |                     |      |                    |
| 1952 |                        |                   | -                   |      |                    |
| 1955 | -                      |                   |                     |      |                    |
| 1956 |                        |                   | 13e                 |      |                    |
| 1958 | 13e                    |                   |                     |      |                    |
| 1960 |                        |                   | -                   |      |                    |
| 1962 |                        |                   | 12e                 |      |                    |
| 1963 | 12e                    |                   |                     |      |                    |
| 1964 |                        | 8e                |                     |      |                    |
| 1965 |                        |                   |                     |      | worldcup: 10       |
| 1966 |                        |                   | 12e                 |      |                    |
| 1967 | 15e                    |                   |                     |      |                    |
| 1968 |                        | -                 |                     |      |                    |
| 1970 |                        |                   | 14e                 |      |                    |
| 1971 | 9e                     |                   |                     |      |                    |
| 1972 |                        | -                 |                     |      |                    |
| 1974 |                        |                   | 12e                 |      |                    |
| 1975 | 9e                     |                   |                     |      |                    |
| 1976 |                        | -                 |                     |      |                    |
| 1977 | 12e                    |                   |                     |      |                    |
| 1978 |                        |                   | 16e                 |      |                    |
| 1979 | -                      |                   |                     |      |                    |
| 1980 |                        | -                 |                     |      |                    |
| 1981 | -                      |                   |                     |      |                    |
| 1982 |                        |                   | -                   |      |                    |
| 1983 | 10e                    |                   |                     |      |                    |
| 1984 |                        | -                 |                     |      |                    |
| 1985 | 10e                    |                   |                     |      |                    |
| 1986 |                        |                   | -                   |      |                    |
| 1987 | 5e                     |                   |                     |      |                    |
| 1988 |                        | 5e                |                     |      |                    |
| 1989 | Brons                  |                   |                     |      |                    |
| 1990 |                        |                   | 7e                  |      | Worldleague:       |
| 1991 | Brons                  |                   |                     |      | Worldleague: 4e    |
| 1992 |                        | Zilver            |                     |      | Worldleague: 4e    |
| 1993 | Zilver                 |                   |                     |      | Worldleague: 5e    |
| 1994 |                        |                   | Zilver              |      | Worldleague: 5e    |
| 1995 | Zilver                 |                   |                     |      | Worldleague:12e    |
| 1996 |                        | Goud              |                     |      | Worldleague:       |
| 1997 | Goud                   |                   |                     |      | Worldleague: 3e    |
| 1998 |                        |                   | 6e                  |      | Worldleague:       |
| 1999 | 5e                     |                   |                     |      | Worldleague: 10e   |
| 2000 |                        | 5e                |                     |      | Worldleague: 5e    |
| 2001 | 8e                     |                   |                     |      | Worldleague: 7e    |
| 2002 |                        |                   | 9e                  |      | Worldleague: 7e    |
| 2003 | 6e                     |                   |                     |      | Worldleague: 10e   |
| 2004 |                        | 9e                |                     |      | Europe League:     |
| 2005 | 11e                    |                   |                     |      |                    |
| 2006 |                        |                   | -                   |      | Europe League:     |
| 2007 | 7e                     |                   |                     |      | Europea League: 7e |
| 2008 |                        | -                 |                     |      | Europe League:     |
| 2009 | 7e                     |                   |                     |      | Worldleague: 12e   |
| 2010 |                        |                   | -                   |      | Worldleague: 11e   |
| 2011 | -                      |                   |                     |      |                    |
| 2012 |                        | -                 |                     |      | Europe League:     |
| 2013 | 10e                    |                   |                     |      | Worldleague: 14e   |
| 2014 |                        |                   | -                   |      | Worldleague: 12e   |
| 2015 | 9e                     |                   |                     |      | Worldleague: 13e   |
| 2016 |                        | -                 |                     |      | Worldleague: 15e   |
| 2017 | 14e                    |                   |                     |      | Worldleague: 16e   |
| 2018 |                        |                   | 8e                  |      | Europa League: 5e  |
| 2019 | 10e                    |                   |                     |      | Europaleague: 3e   |
| 2020 |                        | -                 |                     |      |                    |
| 2021 | 5e                     |                   |                     | 14e  |                    |
| 2022 |                        |                   | 10e                 | 8e   |                    |
| 2023 | 5e                     |                   |                     | 10e  |                    |
| 2024 |                        |                   |                     | 13e  |                    |
| 2025 |                        |                   |                     | 18e* |                    |

*De 18e plek in de VNL betekent degradatie naar de Golden League
Nationaal herenteam · Nationaal damesteam · Eredivisie · Topdivisie · Lijst van Nederlandse landskampioenen volleybal · Beker van Nederland